# Carousel (Ilse DeLange)
Carousel is een nummer van de Nederlandse zangeres Ilse DeLange uit 2011. Het is de derde en laatste single van haar tiende studioalbum Next to Me.
"Carousel" is een vrolijk uptempo popnummer met country-invloeden. Het nummer werd een bescheiden hit in Nederland, waar het de 32e positie behaalde in de Nederlandse Top 40.

## Tracklijst
Cd-single
1. "Carousel" - 3:40